# Dunkelheit Produktionen
Dunkelheit Produktionen ist ein deutsches Independent-Label mit Sitz in Übach-Palenberg. Es wurde 2007 von Bernd Hermanns gegründet.

## Hintergrund
Die erste Veröffentlichung des Labels war das Demo Glorification Ov Terror Disharmony der Black-Metal-Band Purbawisesa aus Singapur. Während die frühen Veröffentlichungen alle dem Black Metal zuzuordnen sind, folgten später auch Alben von Bands aus den Genres Death Metal, Funeral und Death Doom sowie Grindcore. Darüber hinaus bringt das Label Tonträger aus den Genres Ambient, Dungeon Synth, Power Electronics, Harsh Noise und Post-Industrial auf den Markt.
Unter Vertrag stehen hauptsächlich Bands aus Europa, Südamerika und Südostasien. Das Label setzt als Tonträger sowohl auf CD als auch LP und MC.

## Veröffentlichungen (Auswahl)
| Interpret                  | Titel                                  | Jahr | Genre                           | Herkunft       | Format                 |
| -------------------------- | -------------------------------------- | ---- | ------------------------------- | -------------- | ---------------------- |
| Abatuar                    | Perversiones De Muerte Putrefacta      | 2017 | Black/Death Metal               | Panama         | CD, LP                 |
| Abhor                      | Ritualia Stramonium                    | 2016 | Black Metal                     | Italien        | Kassette               |
| Anal Vomit                 | Into the Eternal Agony                 | 2018 | Thrash/Death Metal              | Peru           | LP                     |
| Bahkauv                    | Et Bahkouv Kütt                        | 2018 | Dungeon Synth                   | Deutschland    | Kassette               |
| Blasphemous Putrefaction   | Prelude to Perversion                  | 2021 | Death Metal                     | Deutschland    | CD, LP                 |
| Blasphmachine              | Salvation                              | 2015 | Blackened Death Metal           | Malaysia       | CD (EP)                |
| Blood                      | Ο Άγιος Πέθανε                         | 2016 | Grindcore                       | Deutschland    | CD                     |
| Bosque                     | Beyond                                 | 2015 | Funeral Doom                    | Portugal       | CD, LP                 |
| Brahmastrika               | Excarnastrial Commencination           | 2021 | Death/Black Warnoise            | Indien         | CD, LP                 |
| Chaos Cascade              | Son of the Void (Chapter I & II)       | 2019 | Power Electronics               | Deutschland    | CD, LP                 |
| Defuntos                   | Sangue Morto                           | 2007 | Depressive Black Metal          | Portugal       | Kassette               |
| Demonomancer               | Poisoner of the New Black Age          | 2019 | Black/Death Metal               | El Salvador    | CD, LP                 |
| Dhwesha                    | Sthoopa                                | 2014 | Death Metal                     | Indonesien     | CD                     |
| Entartung                  | Maleficae Artes                        | 2020 | Black Metal                     | Deutschland    | CD, LP                 |
| Exanimatvm                 | Dispersae Et Tormentvm                 | 2016 | Death Metal                     | Chile          | CD, LP                 |
| Exhumation                 | Opus Death                             | 2014 | Death Metal                     | Indonesien     | CD, LP                 |
| Fiendish Imp               | Fiendish Imp                           | 2018 | Lo-Fi Dungeon Synth             | Großbritannien | LP, Kassette           |
| Goat Semen                 | Demo 2003                              | 2018 | Death/Black Metal               | Peru           | LP                     |
| Goatblood                  | Ferry of Death                         | 2021 | Black/Death Metal               | Deutschland    | Kassette               |
| Grimoire de Occulte        | Wisdom of the Dead                     | 2018 | Death Doom                      | Deutschland    | CD, LP, Kassette       |
| Horrid                     | Sacrilegious Fornication               | 2014 | Death Metal                     | Italien        | CD                     |
| Iagon                      | Tome of the Crystal Wizard             | 2019 | Dungeon Synth                   | USA            | CD, LP                 |
| Impiety/Infernal Execrator | Dusthall Desecrators Live Penang 2015  | 2018 | Black Metal, Black Death Metal  | Singapur       | Live-Album, LP (Split) |
| Infernal Execrator         | Ad Infinitum Satanic Adherent          | 2014 | Black Death Metal               | Singapur       | CD                     |
| Kaal Akuma                 | In the Mouth of Madness                | 2021 | Death Metal                     | Bangladesch    | CD, LP                 |
| Kapala                     | Infest Cesspool                        | 2017 | Death/Black Warnoise            | Indien         | CD, LP                 |
| Laster                     | Ons Vrije Fatum                        | 2017 | Post-Black Metal                | Niederlande    | CD, LP, Kassette       |
| Les Fleurs Du Mal          | Schattenfeuer                          | 2010 | Black Metal                     | Österreich     | CD                     |
| Live Burial                | Forced Back to Life                    | 2016 | Death Metal                     | Großbritannien | CD, LP                 |
| Lubbert Das                | Deluge                                 | 2016 | Black Metal                     | Niederlande    | CD                     |
| Lucifera                   | La Caceria De Brujas                   | 2018 | Death Metal/Thrash Metal        | Kolumbien      | CD, LP                 |
| Mirthless                  | A Dirge for Your Suicide               | 2013 | Funeral Doom                    | Peru           | CD, LP                 |
| Morast                     | Dead Out from Graves                   | 2013 | Black/Doom Metal                | Luxemburg      | Kassette               |
| Mystifier                  | 25 Years Of Blasphemy And War          | 2014 | Black Metal                     | Brasilien      | CD (Kompilation)       |
| Nacht                      | Impressions of the Night               | 2010 | Black Metal                     | Deutschland    | CD                     |
| Nebiras                    | The Great Rites                        | 2017 | Black Metal                     | Malaysia       | 12" (EP)               |
| Nocturnal Damnation        | Desecration, Crucifixion, Perversion   | 2013 | Death/Black Metal               | Südkorea       | CD                     |
| Ordo Caper                 | Aphorism of Baneful Arts               | 2021 | Death Metal                     | Costa Rica     | CD, LP                 |
| Pathogen                   | Miscreants of Bloodlusting Aberrations | 2013 | Death Metal                     | Philippinen    | CD                     |
| Pazuzu                     | Revenant of Blasphemies                | 2020 | Death Metal/Death Doom          | Costa Rica     | CD, LP                 |
| Pissoir Rouge              | Asphyxia Apotheose                     | 2021 | Power Electronics / Harsh Noise | Deutschland    | LP                     |
| Purbawisesa                | Glorification Ov Terror Disharmony     | 2007 | Black Metal                     | Singapur       | Kassette               |
| Rituals of the Dead Hand   | With Hoof and Horn                     | 2021 | Black/Death Metal               | Belgien        | CD, LP                 |
| Sacrilegious Rite          | Summoned from Beyond                   | 2017 | Black Metal                     | Deutschland    | CD, LP                 |
| Scatmother                 | Vivikta                                | 2021 | Power Electronics               | Deutschland    | CD, LP                 |
| Sepulchral Rites           | Death and Bloody Ritual                | 2021 | Death Metal                     | Chile          | CD, LP                 |
| Shades of Deep Water       | Death's Threshold                      | 2019 | Funeral Doom                    | Finnland       | CD, LP                 |
| Tunjum                     | Deidades Del Inframundo                | 2018 | Death Metal                     | Peru           | CD, LP                 |
| Voidkosm                   | Deathvocation                          | 2021 | Death Metal                     | Deutschland    | Kassette               |
| Wanderer                   | Passing the Abyss                      | 2013 | Black Metal                     | Ukraine        | CD                     |
| Yasuyuki Uesugi            | Untitled                               | 2020 | Harsh Noise                     | Japan          | Kassette               |